# Homec (gmina Kobarid)
Homec – wieś w Słowenii, w gminie Kobarid. W 2018 roku liczyła 6 mieszkańców.